# 灵岳寺
39°59′54″N 115°40′14″E / 39.99833°N 115.67056°E
灵岳寺，位于北京市门头沟区斋堂镇灵岳寺村，是一座汉传佛教寺院。
灵岳寺是北京地区唯一一处保存较完整的元代以前的木结构寺院。该寺对北京西部的佛教发展发挥过重要影响。

## 历史
灵岳寺位于斋堂镇以北的白铁山（辽朝称“白贴山”）上，始建于唐朝贞观年间（627年－649年）。五代时期，该寺遭到战乱破坏。辽朝重建，称“白贴山院”。金朝称“灵岳寺”。元朝至元三十年（1293年）、清朝康熙二十二年（1683年）、清朝雍正十一年（1733年），该寺曾分别获得重修。
房山云居寺的辽代石经作者通理恒策（即通理），早年在灵岳寺的下院宝峰寺出家为僧，后来到云居寺刻经。元朝初年，由于佛道之争，灵岳寺曾被道教占据许多年，最后由元宪宗在1258年下旨将灵岳寺划归佛教，此后灵岳寺进行了长达35年的大规模修缮，形成了如今的建筑格局。 元朝，灵岳寺的寺产多达237处。
过去灵岳寺香火极盛。灵岳寺有许多民间传说。据传，斋堂镇的“斋堂”一名便源于过去香客们到灵岳寺进香住在山脚下而得名，“斋堂”意思是香客们休息之处。灵岳寺西南方向有个村子名叫“马栏村”，东南方向有个村子名叫“火村”，据说马栏是灵岳寺养马之处，这些马为灵岳寺驮运柴粮，火村则是专为香客们提供伙食之处。 
中华人民共和国时期，灵岳寺被改作学校使用。后来随着灵岳寺村的衰落，灵岳寺内的学校也停办。
20世纪末至21世纪初，一些影视剧摄制组纷纷来到灵岳寺拍摄。有的摄制组在用灵岳寺当做外景时，导致灵岳寺释迦佛殿内的部分墙皮剥落，并在墙上喷涂了效果色，从而破坏了文物风貌。
2005年大修前，灵岳寺留存的主要建筑为砖砌山门、木结构的天王殿、释迦佛殿及东西配殿。2005年，灵岳寺开始大修，北京市文物局对修缮工程进行拨款。修缮工程分为两期，一期属于抢险修缮，修缮山门、天王殿、大雄宝殿共计668平方米；二期修缮两厢庑房、配殿、钟楼、鼓楼。全部工程计划在2007年底完工。

## 建筑
灵岳寺处在白铁山主峰前的平台上，坐北朝南，中轴线上依次有山门、天王殿、释迦佛殿，两厢是寮房，配殿共18间。院内有古油松一株，山门外有古国槐一株。寺院有院墙。
- 山门：灵岳寺南端为山门。
- 天王殿：悬山式建筑，殿内原来供奉四大天王、韦陀、接引佛塑像。
  - 钟楼、鼓楼：山门内两侧有钟楼、鼓楼遗址。
- 释迦佛殿：单檐庑殿顶调大脊式建筑，面积100多平方米，檐下双昂五踩斗拱，拱眼壁是彩绘佛像。殿内原来供奉一佛二菩萨像，为柳木雕刻，高将近4米，1954年遭到拆毁。
- 碑刻：灵岳寺内现存元朝至元三十年（1293年）《重修灵岳寺记》碑，清朝康熙二十二年（1683年）《重修灵岳禅林碑记》。 [2]

灵岳寺保存了部分元代以前的木结构建筑的格局及特点，比如释迦佛殿中梁架上的托脚（叉手）、释迦佛殿的庑殿顶，都属于典型的元代木结构建筑特点。在2005年开始的修复中，在寺内还发现了若干唐朝、辽朝的建筑构件。
灵岳寺现存的砖砌的山门原来是该寺的第二道门，山门前的那株古国槐当初处在院墙以内。在天王殿和释迦佛殿之间，原来有月台相连接，两殿之间还有一株直径近两米的丁香树。天王殿东、西两侧的钟楼和鼓楼也是在中华人民共和国时期被毁，钟楼内的大钟在抗日战争时期被毁，鼓楼内的直径2米多的大鼓在中华人民共和国时期被毁。天王殿和释迦佛殿的房梁上至今保存有精美的彩绘。

## 村落
从明朝起，灵岳寺周围便有徐、宋、刘、李4姓人家为灵岳寺务农，最后形成4个小自然村（徐家村、宋家村、刘家村、李家村），统称“灵岳寺村”，受斋堂镇管辖。灵岳寺村围绕着灵岳寺，形成了村中有寺、寺中有村的局面。这4个自然村中，已有两个成为废墟，如今仅存徐家村、刘家村，位于灵岳寺的左、右两侧。
灵岳寺村的衰落始于1980年代。由于有泥石流的威胁，加上自然资源缺乏，村民全靠种地为生，生活艰苦。村内有五口老井，但是仅够人畜饮用，干旱时村内曾断水。1985年，在地方政府的安排下，村民陆续迁至山下的斋堂镇，或者迁往其他村子。村落中的古民居为明末清初的风格，均是山地四合院及三合院。到21世纪初，由于年久失修，到处都是残垣断壁，许多院落已无人居住，村中只有几户人家。2006年时，村中只有唯一一户在村内实际居住的村民，即54岁的徐殿义及其妻子。
灵岳寺所在的斋堂地区是北京市明清古村落最集中的地区。以灵岳寺为中心，周边有爨底下村、灵水村、沿河城村、杨家峪村、灵岳寺村等13个古村落。2006年，斋堂镇党委书记万钦在接受采访时表示，将在灵岳寺地区建立一个面积28公顷的核心保护区，灵岳寺地区的整体保护是上述13个古村落保护的一部分，13个古村落正在开展全面的文物普查工作，其后数年内，这13个古村将形成总体保护规划。